# David Rudder
David Michael Rudder (* 6. Mai 1953 in Port of Spain) ist ein trinidadischer Calypso- und Soca-Musiker und -Sänger.

## Leben
David Rudder wurde im Port of Spainer Stadtteil Belmont geboren. Er hat acht Geschwister. Den größten Teil seiner Kindheit verbrachte er bei seiner Großmutter. Als Kleinkind litt er an Poliomyelitis, wodurch eins seiner Beine in seiner Entwicklung behindert wurde. Mit zwölf Jahren sang er erstmals in einer Calypsoband. 1977 trat er der in Trinidad bekannten Gruppe Charlie's Roots bei, mit denen ihm der nationale Durchbruch gelang.
Im April 2023 gab Rudder bekannt, an Morbus Parkinson zu leiden. Sein anlässlich seines 70. Geburtstags am 6. Mai 2023 in Port of Spain stattfindendes Konzert sei sein letztes Großkonzert, er würde aber weiterhin an neuem Material arbeiten und voraussichtlich kürzere Konzerte bestreiten.

## Werk
1986 komponierte Rudder den Calypso The Hammer, in welchem er über den bekannten Steelpanbauer Rudolph Charles sang. Dieser Calypso wurde während des Panorama-Wettbewerbs von vielen Steelbands gespielt. Sein ebenfalls in diesem Jahr veröffentlichter Titel Bahia Gyal gewann den Carnival Road March. 1989 war er mit drei Titeln auf dem Soundtrack des Films Wilde Orchideen vertreten. 1990 gewann er bei den Caribbean Music Awards in New York den Titel in der Kategorie „Calypso Album of the Year“.

## Diskografie
- 1987: This Is Soca (als David Rudder & Charlie's Roots, London Records)
- 1988: Haiti (als David Rudder & Charlie's Roots, London Records)
- 1989: The Power & The Glory (Lypsoland)
- 1990: 1990 (FFRR)
- 1990: Sketches (Lypsoland)
- 1991: Rough & Ready (Lypsoland)
- 1992: Frenzy (Lypsoland)
- 1993: Ministry of Rhythm (Lypsoland)
- 1994: Here Comes ... The West Indies (Lypsoland)
- 1995: Lyrics Man (JW Productions)
- 1996: Tales From A Strange Land (Lypsoland)